# اچ‌ام‌اس کاساندرا (۱۹۱۶)
اچ‌ام‌اس کاساندرا (۱۹۱۶) (به انگلیسی: HMS Cassandra (1916)) یک کشتی بود که طول آن ۴۵۰ فوت (۱۴۰ متر) بود. این کشتی در سال ۱۹۱۶ ساخته شد.